# Herbert Mullin
Herbert William Mullin (ur. 18 kwietnia 1947 w Salinas, zm. 18 sierpnia 2022 w Stockton) – amerykański seryjny morderca, który w latach 1972–1973 zamordował 13 osób w okolicach Santa Cruz w stanie Kalifornia. Jego trzema ofiarami były dzieci. Jak sam przyznał, zabijał, gdyż wierzył, że mordując ludzi może zapobiec powstawaniu trzęsień ziemi.
19 sierpnia 1973 roku Mullin za swoje zbrodnie został skazany na dożywotnie pozbawienie wolności. Odbywał karę w więzieniu stanowym Mule Creek w Ione, w stanie Kalifornia.

## Ofiary Mullina
| L.p. | Ofiara          | Wiek | Data morderstwa      |
| ---- | --------------- | ---- | -------------------- |
| 1.   | Lawrence White  | 55   | 13 października 1972 |
| 2.   | Mary Guilfoyle  | 24   | 24 października 1972 |
| 3.   | Henri Tomei     | 65   | 2 listopada 1972     |
| 4.   | Jim Gianera     | 25   | 25 stycznia 1973     |
| 5.   | Joan Gianera    | 21   | 25 stycznia 1973     |
| 6.   | Daemon Francis  | 4    | 25 stycznia 1973     |
| 7.   | Kathy Francis   | 29   | 25 stycznia 1973     |
| 8.   | David Hughes    | 9    | 25 stycznia 1973     |
| 9.   | David Oliker    | 18   | 6 lutego 1973        |
| 10.  | Robert Spector  | 18   | 6 lutego 1973        |
| 11.  | Brian Card      | 19   | 6 lutego 1973        |
| 12.  | Mark Dreibelbis | 15   | 6 lutego 1973        |
| 13.  | Fred Perez      | 72   | 13 lutego 1973       |